# (2298) Cindijon
(2298) Cindijon est un astéroïde de la ceinture principale découvert le 2 octobre 1915 par l'astronome allemand Max Wolf.

## Historique
Le lieu de découverte, par l'astronome allemand Max Wolf, est Königstuhl.
Sa désignation provisoire était A915 TA.